# Співдружність націй
Співдру́жність на́цій (англ. Commonwealth of Nations), раніше знана як Брита́нська Співдру́жність (англ. British Commonwealth) — асоціація 56 незалежних держав, більшість з яких раніше входило до Британської імперії. Співдружність націй не політичний союз, а міжурядова організація.
Головою Співдружності є король Чарльз III. Він є королем 15 держав Співдружності, водночас 36 держав є республіками, ще 5 мають власних монархів.
Держави-члени не мають юридичних зобов'язань одна перед одною, хоча деякі з них мають інституційні зв'язки з іншими країнами Співдружності. Громадянство країни Співдружності дає переваги в деяких країнах-членах, особливо у Великій Британії, а країни Співдружності представлені одна одній не посольствами, а верховними комісарами. Хартія Співдружності визначає їхні спільні цінності демократії, прав людини та верховенство закону які пропагуються Іграми Співдружності, що проводяться кожні чотири роки.
Більшість країн Співдружності — малі держави, причому майже половину її членів становлять малі острівні держави, що розвиваються.

## Засади
Співдружність націй діє на засадах спільних цінностей та цілей, проголошених у Сінгапурській декларації та ряду інших декларацій прийнятих на самітах Співдружності.

Співдружність (синій = дійсні члени, помаранчевий = колишні члени, зелений = членство призупинене, блакитний = залежні території членів)

2012 року була прийнята Хартія Співдружності, в якій зазначені 16 основних принципів діяльності організації. Серед цих цінностей та цілей проголошені демократія, права людини, справедливе правління, верховенство закону, свобода особи, рівноправність, вільна торгівля, врахування багатосторонніх інтересів та мир у всьому світі.
Діяльність Співдружності здійснюється через постійний Секретаріат Співдружності, на чолі якого стоїть генеральний секретар та через зустрічі глав урядів держав-членів, що відбуваються кожні два роки. Символом асоціації виступає Глава Співдружності націй, обов'язки якого наразі виконує король Чарльз III. Обов'язки Глави Співдружності церемоніальні. Чарльз III водночас незалежно від своїх обов'язків Глави, є також монархом шістнадцяти держав-членів, відомих як Королівства Співдружності.
Формально держави-члени Співдружності не вважаються чужоземними одна щодо іншої, тому дипломатичні місії в цих країнах визначаються не як посольства, а як «високі комісії».
Окрім урядової організації існує низка неурядових організацій, що об'єднують представників країн Співдружності. Сукупність цих організацій знана як Сім'я Співдружності. Міжурядовий Фонд Співдружності здійснює над цими організаціями опіку. Одна з цих організацій опікується проведенням Ігор Співдружній.

## Статус членів організації
- дійсні члени організації
- колишні члени організації (Ірландія, Зімбабве)
- призупинене членство (Фіджі)
- залежні території членів організації

## Члени організації
Станом на лютий 2022 року Співдружність включає 56 країни на всіх населених континентах. Загальне населення держав-членів — 2,4 мільярда осіб, майже третину світового, з них 1,4 мільярда проживає в Індії, а 95 % — в Азії та Африці разом. Після Індії наступними за чисельністю населення країнами Співдружності є Пакистан (211 млн), Нігерія (210 млн), Бангладеш (171 млн) та Велика Британія (66 млн). Тувалу — найменший член, де проживає близько 10 000 осіб.
Площа суші держав Співдружності складає близько 31 500 000 км², або близько 21 % від загальної площі світової суші. Дві найбільші за площею країни Співдружності — Канада з площею 9 984 670 км² та Австралія — 7 617 930 км².

## Історичний огляд

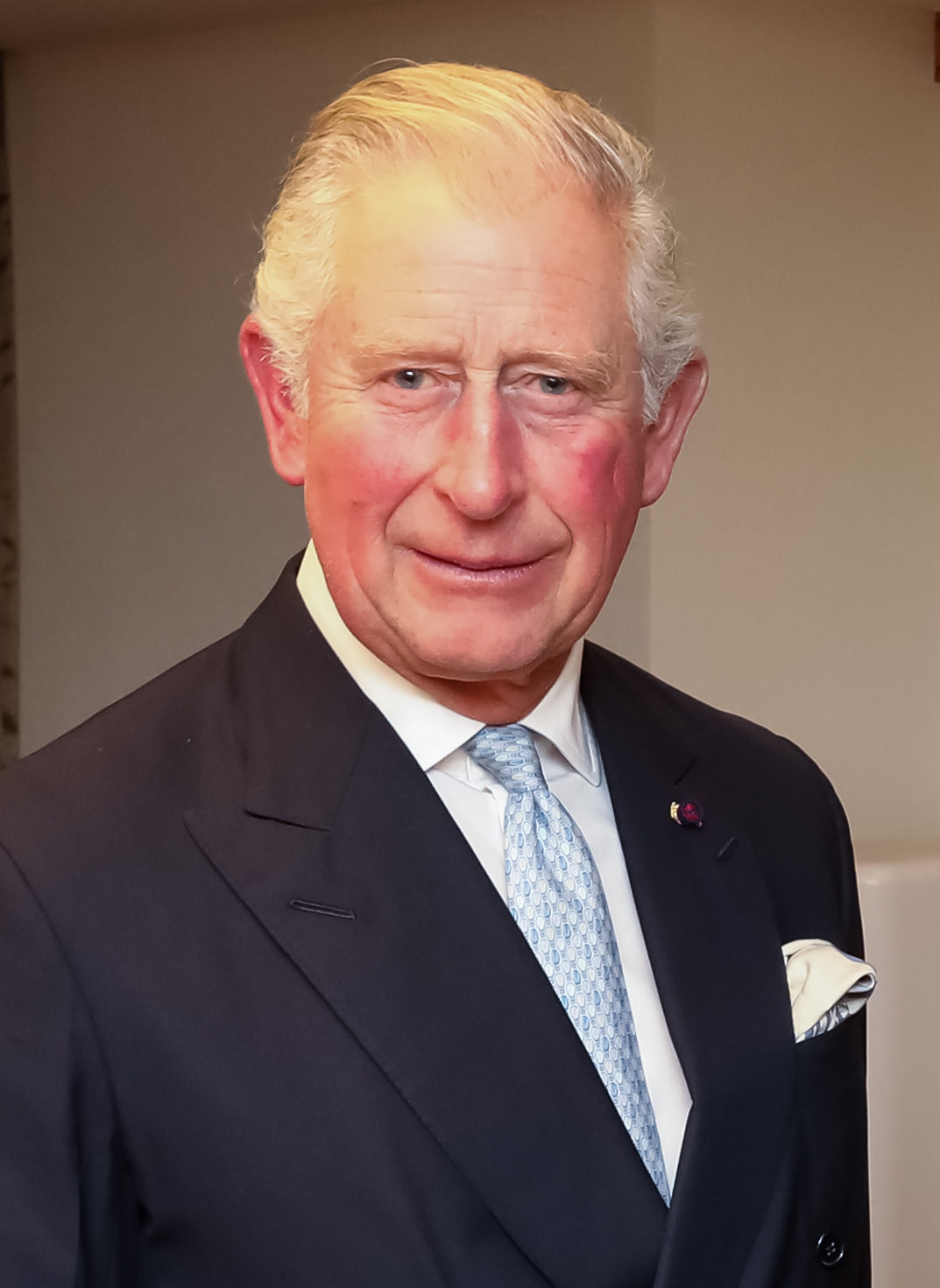
Глава Співдружності Чарльз III

Британська Співдружність націй прийшла на зміну Британській імперії, яка з початку XX століття почала поступово втрачати свої колонії.
Вперше словосполучення «співдружність націй» вжив Арчибальд Прімроуз після своїх відвідин Австралії у 1884 році, відзначаючи, що Британська імперія змінюється, деякі колонії набувають дедалі більшої незалежності. Конференції британського та колоніальних прем'єр-міністрів проводилися періодично починаючи з 1887 року, а з 1911 вони отримали статус «Імперських конференцій». Саме з цих імперських конференцій розвинулася Співдружність.
Спочатку втратили характер колоній населені переважно британськими колоністами заморські території. Статус домініону, тобто самоврядної території отримали Канада — з 1867 року, Австралійський Союз — з 1901 року, Нова Зеландія — з 1907 року. Згодом домініонами стали Цейлон (тепер — Шрі Ланка) та деякі інші колонії з місцевим населенням. У 1931 році окремим парламентським актом замість терміна «імперія» запроваджувалося поняття Commonwealth (Співдружність). Утворювалася Британська співдружність націй, тобто союз формально рівноправних держав, заснований на «спільній відданості короні». У 1949—1952 в організаційних структурах Співдружності відбулися істотні зміни, спрямовані на утвердження суверенітету його членів. З назви Співдружності випало визначення «Британська», а принцип відданості короні перестав бути обов'язковим. Від 1965 року керівним органом Співдружності націй стали конференції її членів. При генеральному секретарі Співдружності став функціонувати постійний секретаріат. Він взяв на себе функції, що виконував раніше кабінет міністрів Великої Британії та ліквідоване після утворення секретаріату міністерство в справах Співдружності.

## Роль у Співдружності
Британська імперія почала еволюціонувати ще з часів Декларації Бальфура, що була проголошена на Імперській конференції 1926 року й була формалізована в декларації Вестмінстерського статуту 1931 року.
У часи правління королеви Єлизавети II завершився розпад Британської імперії — і повністю формалізувалася Співдружність Націй, яка об'єднала більшість колишніх британських володінь. Тепер головною роллю глави Співдружності, якою зараз є король, стала необхідність підтримувати зв'язки країн Співдружності між собою та з колишньою метрополією. Свого часу королева Єлизавета II часто грала важливу роль у відновленні порушених відносин із країнами Співдружності та згладжуванні суперечностей.
У 2007 році були виявлені секретні документи, що свідчать про те, що в 1956 році французький прем'єр Гі Молле та британський прем'єр Ентоні Іден обговорювали можливість союзу Великої Британії та Франції.

## Політична роль
Як конституційний монарх, Чарльз IIІ не має висловлювати публічно свої політичні симпатії чи антипатії. Він завжди виконував це правило — через це його політичні погляди залишаються нез'ясованими.

## Культура
Країни Співдружності мають спільну культуру, яка включає англійську мову, спорт, правові системи, освіту та уряд. Ці спільні риси є результатом спадщини Співдружності, яка виникла на теренах Британської імперії. Символами Співдружності є Прапор Співдружності та День Співдружності. День пам'яті відзначається по всій Співдружності. У деяких країнах Співдружності відбуваються святкування «Ночі Гая Фокса».

### Спорт

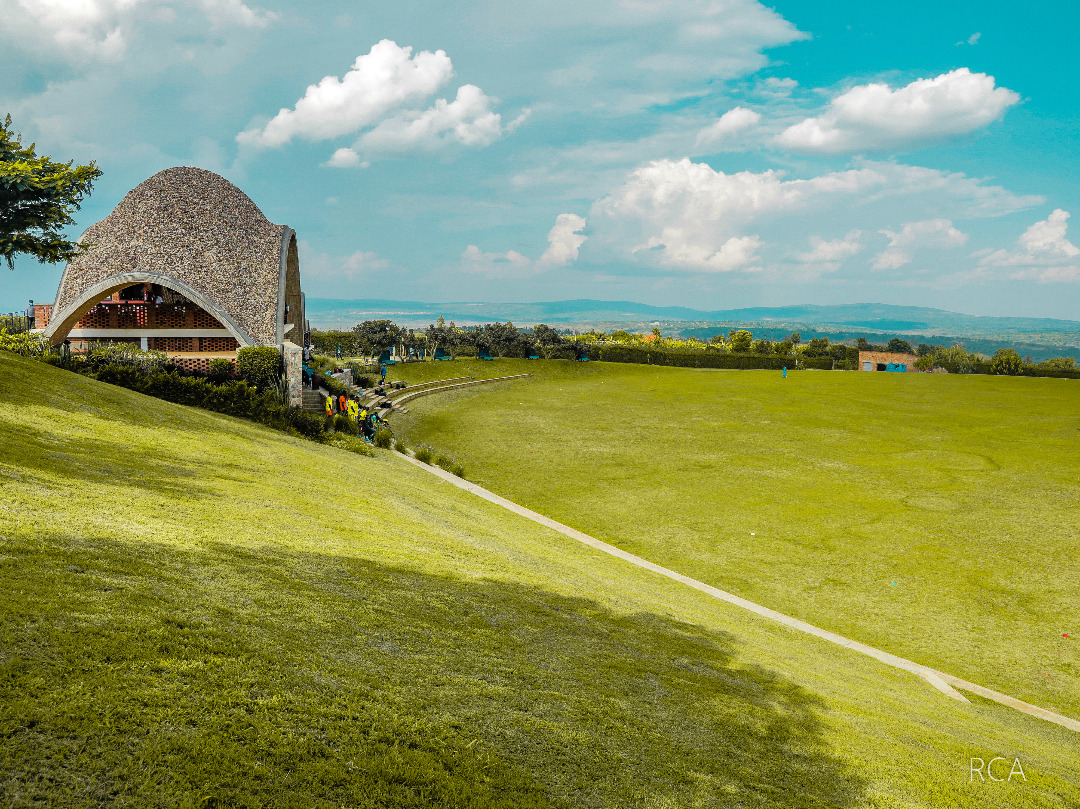
Крикетний стадіон Руанда, Кігалі, Руанда. Членство в Співдружності стало заслугою популяризації гри в країні, яка ніколи не входила до складу Британської імперії.

Багато країн Співдружності грають у схожі види спорту, які вважаються суто британськими за своїм характером, оскільки зародилися і розвинулися під британським правлінням або гегемонією, включаючи крикет, футбольні асоціації, регбі, хокей на траві та нетбол. Ці зв'язки особливо сильні між Сполученим Королівством, Австралією, Новою Зеландією та Південною Африкою в регбі, крикету, нетболі та хокеї на траві, з Австралією — в регбі, з країнами Карибського басейну в крикеті та нетболі, а з Індійським субконтинентом — у крикеті та хокей. У Канаді, навпаки, домінують північноамериканські види спорту, зокрема бейсбол замість крикету, баскетбол замість нетболу, хокей замість хокею на траві та канадський футбол замість регбійного союзу чи ліги. Канада, однак, підтримує невеликі спільноти ентузіастів у всіх більш традиційних видах спорту Співдружності, досягнувши Кубка світу в кожному з них, і є батьківщиною Ігор Співдружності, які вперше відбулися в Гамільтоні в 1930 роц.
Цей спільний спортивний ландшафт призвів до розвитку дружніх національних змагань між основними спортивними націями, які часто визначали їхні відносини між собою, а у випадку Індії, Австралії та Нової Зеландії відігравали важливу роль у формуванні їхнього національного характеру (у крикеті, регбі та регбійному союзі). Дійсно, ці змагання зберегли тісні зв'язки, забезпечивши константу міжнародних відносин, навіть коли імперія перетворилася на Співдружність. Зовні заняття цими видами спорту сприймаються як ознака спільної культури Співдружності; запровадження гри в крикет у школах Руанди вважається символічним кроком країни до членства в Співдружності. У більш широкому сенсі, членство Руанди в Співдружності сприяло популяризації крикету в країні, де в нього грають як чоловіки, так і жінки в дитячих будинках, школах, університетах і крикетних клубах.
Ігри Співдружності, а також їхня молодіжна версія — мультиспортивний захід, що проводиться раз на чотири роки в середині олімпійського циклу, — є найбільш наочною демонстрацією цих спортивних зв'язків. Ігри включають стандартні мультиспортивні дисципліни, такі як легка атлетика, плавання, гімнастика, важка атлетика, бокс, хокей на траві та велоспорт, але також включають популярні в країнах Співдружності види спорту, які відрізняються від Ігор, такі як нетбол, сквош і боулінг. Крім того, Ігри мають більш явний політичний характер, ніж Олімпійські ігри, і пропагують цінності Співдружності: історично склалося так, що відзначають і пропагують історію спільних військових зусиль, параспорт і спорт інвалідів цілком інтегровані, а Федерація ігор Співдружності публічно підтримує права ЛГБТ, незважаючи на тривалу криміналізацію гомосексуальності в багатьох країнах Співдружності.

### Впізнаваність
У 2009 році, щоб відзначити 60-ту річницю заснування Співдружності, Королівське товариство Співдружності замовило опитування громадської думки в семи державах-членах Співдружності: Австралії, Канаді, Індії, Ямайці, Малайзії, Південній Африці та Великій Британії. Опитування показало, що більшість людей у цих країнах не знають про діяльність Співдружності, окрім Ігор Співдружності, і байдужі до її майбутнього. Підтримка Співдружності була вдвічі вищою в країнах, що розвиваються, ніж у розвинених країнах; найнижчою вона була у Великій Британії.